# Gallo cedrone (film)
Gallo cedrone è un film italiano del 1998, diretto e interpretato da Carlo Verdone.

## Trama
Armando Feroci, un volontario romano della Croce Rossa Italiana, viene sequestrato e condannato a morte da un gruppo d'integralisti islamici d'un Paese nordafricano. L'avvenimento diviene un caso nazionale, mobilitando la politica e i media. Dalle interviste e i ricordi delle persone a lui vicine, in una sequenza d'episodi tra il comico e il grottesco, emerge il quadro d'un individuo immaturo, avventato nonché molesto. In strada, ad esempio, rivolge alle passanti avances al limite del ridicolo.
L'ex moglie Marcella, intervistata, narra come l'abbia conquistata in una comica quanto squallida rivisitazione d'una scena di Ultimo tango a Parigi. Il loro matrimonio finisce in seguito a un suo scherzo atroce che le causa un aborto spontaneo. Patito di Elvis Presley, tenta di convincere i membri d'uno scalcinato fan club d'esserne il figlio segreto, senza successo.
Tempo dopo Armando raggiunge il fratello Franco, un dentista benestante e convenzionale, da poco sposatosi con Martina, una ventenne disoccupata non vedente. Nonostante in un primo momento sembri accettare un'offerta di lavoro come autista, propostagli da Franco, Armando conquista il cuore della cognata fuggendo insieme a lei. La ragazza, finalmente libera dal marito noioso e opprimente, gli chiede d'esaudirle dei desideri, come visitare le più famose città italiane e partecipare a una gara di strip-tease, fino a voler guidare la macchina su una spiaggia, ma a causa d'una distrazione di Armando e della cecità di Martina, il protagonista viene travolto dall'auto e ridotto in coma.
Durante la degenza, l'infermiera Egle, fanatica di New Age, si prende cura di lui fino alla guarigione; quando si risveglia, Armando sembra un uomo maturo e altruista e s'arruola nella Croce Rossa. Rilasciato in seguito a una lunga e delicata trattativa, emerge la reale motivazione della condanna a morte, ossia una becera avance a una donna locale addirittura abbassando il velo che le copre il volto, in barba al rispetto delle più elementari norme del Paese ospite. Armando torna in patria nell'ignominia generale.
Due anni dopo, lo stesso si ripropone all'attenzione dei media in seguito alla sua candidatura a sindaco di Roma a capo d'una sua lista civica. In un comizio propone di cementificare il Tevere per farne un'enorme arteria stradale e conclude parafrasando Dante Alighieri: "Con me si va nella città ridente, con me si va nell'eterno splendore".

## Produzione
- Il film è stato girato tra maggio e luglio del 1998 tra l'Etna, Tozeur, Ostia, Terracina, Viterbo, Pisa e Tolfa, per un totale di 11 settimane di riprese.[3]
- Partecipazione della giornalista televisiva Rai Maria Luisa Busi nella parte di se stessa.
- La cornice dei racconti dei conoscenti del protagonista è ripresa dal film Un americano a Roma.
- Per simulare la cecità di Martina è stata instillata dell'atropina sugli occhi dell'interprete, un inibitore temporaneo del riflesso pupillare alla luce.
- Titoli di coda con accompagnamento trionfale il cui tema ricorda Pirates del gruppo rock Emerson, Lake & Palmer.

## Distribuzione
Il film è uscito nelle sale italiane il 16 ottobre 1998.

## Accoglienza

### Incassi
Il film è stato il dodicesimo maggiore incasso della stagione cinematografica italiana 1998-1999.